# Bortolo Belotti
Bortolo Belotti (Zogno, 26 agosto 1877 – Sonvico, 24 luglio 1944) è stato un politico, storico e giurista italiano.
Fu inoltre raffinato poeta ed è considerato una delle figure più rappresentative della Val Brembana nel XX secolo. Bortolo Belotti deve la sua fama soprattutto alla sua Storia di Bergamo e dei Bergamaschi, il più importante trattato sulla storia di Bergamo e della sua provincia.

## Biografia
Nacque il 26 agosto 1877 a Zogno, località della Valle Brembana, da Cesare Belotti e Maria Offredi, in una famiglia borghese di tradizioni liberali. Dopo gli studi elementari nel paese di nascita, fu iscritto presso il Collegio Vescovile Sant'Alessandro di Bergamo, vincendo a 14 anni una distinzione nel concorso Barca Vitalba con un'opera sulla storia dei Longobardi. Frequentò l'ultimo anno del liceo Classico "Paolo Sarpi" di Bergamo. Fu ammesso al "Collegio Ghislieri" dell'Università degli Studi di Pavia e si laureò in Giurisprudenza nel 1899, con una tesi sulle Gallerie Fedecommissarie di Roma. Si trasferì in seguito a Milano, per esercitare la professione d'avvocato presso il Tribunale; qui continuò l'attività scientifica, insegnando diritto commerciale e finanziario in alcuni istituti e collaborando direttamente con alcune riviste di diritto e giurisprudenza.
Fece parte della Massoneria.
Nel 1907 iniziò l'attività politica nel Partito Economico, movimento della destra liberale. Fu eletto consigliere e assessore al comune di Zogno, e successivamente consigliere comunale a Milano dal 1909 al 1914. Dal 1914 fu anche Consigliere provinciale per il mandamento di Zogno, carica che mantenne per circa 10 anni. Nel 1913 venne inoltre eletto deputato al Parlamento nazionale per il collegio di Zogno, dopo un duello all'ultimo voto con il candidato cattolico Carugati: 49,7 contro il 49,4%.

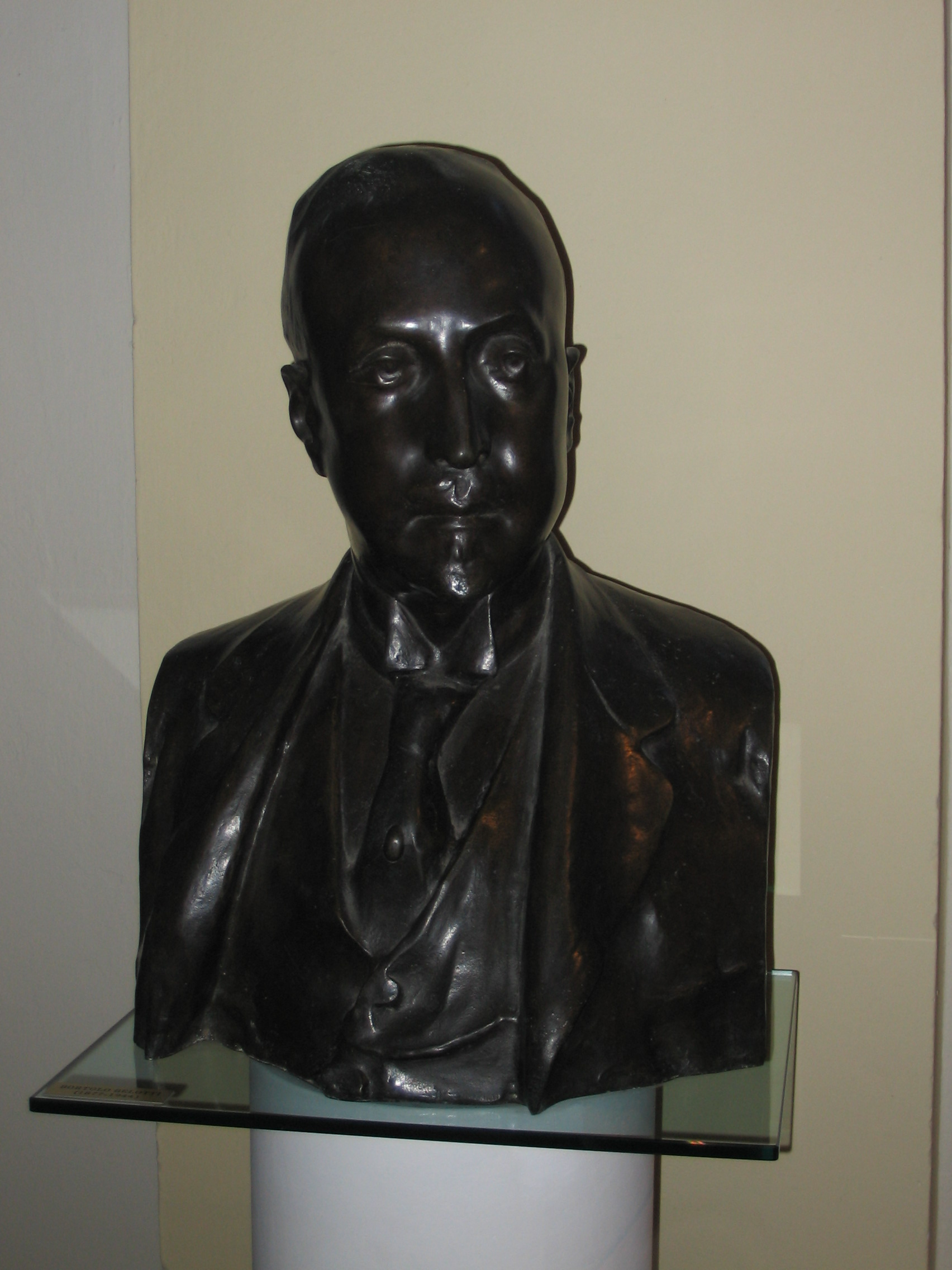
Busto di Bortolo Belotti dei fratelli Rigola

La sua politica fu tesa allo sviluppo economico e industriale della Val Brembana: si batté ad esempio per il prolungamento della ferrovia fino a Piazza Brembana e per la realizzazione delle opere di sfruttamento dell'energia idroelettrica. Rieletto deputato nelle elezioni del 1919, nel 1921 fu nominato sottosegretario al Tesoro, passando in seguito a ricoprire le funzioni di ministro dell'Industria e del Commercio nel successivo primo Governo Bonomi, in carica fra il 1921 e il 1922. Di quest'ultima esperienza si ricorda soprattutto la cessione della villa del Cargnacco a Gabriele D'Annunzio per realizzarvi il complesso del Vittoriale.
La politica non impedì a Belotti la ricerca nel campo del diritto, della storia e della letteratura: nel 1919 pubblicò un trattato, pressoché unico al mondo, sul "Diritto Turistico", preparato durante la sua amministrazione del Touring Club Italiano. Tra il 1919 e il 1921 Belotti promosse una serie di partiti liberali quali il Partito Liberale Riformatore, il Partito Liberale Italiano e il Partito Liberale Democratico Italiano, mentre nel 1922 aderì definitivamente al PLI. Nel partito Liberale Belotti apparteneva al gruppo della destra cavouriana.
Rispetto al fascismo assunse in un primo momento un atteggiamento moderatamente favorevole e votò in parlamento a favore del Governo Mussolini. La critica sempre più serrata all'alleanza tra PLI e PNF gli impedì la ricandidatura alle elezioni del 1924 culminando nel discorso antifascista pronunciato al congresso liberale di Livorno dell'ottobre del 1924. Tornò dunque alla professione d'avvocato impegnandosi nella ricerca storica e nella produzione poetica. Il 27 ottobre 1930 venne arrestato a Milano con l'accusa di voler fondare con Ivanoe Bonomi una rivista politica (in realtà per ostinato antifascismo) e venne mandato al confino a Cava dei Tirreni, dove rimarrà fino al giorno di Pasqua del 1931.
Nel 1940 pubblicò la sua opera più famosa: la Storia di Bergamo e dei Bergamaschi, presso l'editore Ceschina di Milano, ancora oggi l'opera più completa e dettagliata mai scritta sull'argomento. Nel 1942 venne seguita dalla Storia di Zogno e di alcune terre vicine. Dopo la caduta del fascismo nel luglio del 1943, riprese i contatti con gli uomini del liberalismo italiano e guidò la transizione di Bergamo verso la democrazia, ma dopo gli eventi dell'8 settembre fu costretto a fuggire in Svizzera. Qui partecipò alle organizzazioni degli esuli moderati italiani e con Ettore Janni e Luigi Einaudi fondò il periodico "L'Italia e il Secondo Risorgimento" e tenne conferenze su Cavour e sulla prima guerra mondiale.
Morì il 24 luglio 1944 a Sonvico, vicino a Lugano. Pochi mesi prima, i bombardamenti alleati avevano distrutto la sua casa di Milano, assieme alla ricca biblioteca e al suo studio professionale.
Dopo la guerra, le sue spoglie furono traslate da Lugano a Zogno il 22 settembre 1945, dove ebbero luogo solenni funerali.

## Riconoscimenti
Bergamo e Milano intitolarono ognuna una via in suo nome mentre a Zogno nel 1954, nella ricorrenza del decennale della morte, venne eretto un monumento ad opera dello scultore Piero Brolis e dell'ingegner Luigi Angelini. Sempre Zogno dedicò a Belotti un busto opera dei gemelli Carlo e Luigi Rigola, eseguito nel 1921 in occasione dell'inaugurazione del Monumento ai Caduti di Zogno ; un esemplare del busto fu donato nel 1960 alla Biblioteca civica Angelo Mai di Bergamo da Bernardino Belotti, fratello dell'illustre personaggio . 
A Bergamo gli è stato intitolato l'Istituto Tecnico Commerciale.

## Opere letterarie
Bortolo Belotti è ricordato anche come illustre storico e poeta: concentrandosi nella sua produzione sulle tradizioni e sulle vicende storiche della sua terra natìa.
Tra le sue opere possiamo citare:
- La vita di Bartolomeo Colleoni (1923)
- La parola di Camillo Cavour (1924)
- Il Dramma di Gerolamo Olgiati (1929)
- Una sacrilega faida Bergamasca del '500 (1934)
- Studi colleoneschi (1939)
- Storia di Bergamo e dei Bergamaschi (1940)
- Storia di Zogno e di alcune terre vicine (1942)

Nel 1959 fu curata una seconda edizione della sua Storia di Bergamo e dei Bergamaschi, stampata in 6 volumi con immagini e illustrazioni a cui nel 1990 è seguita una terza edizione in 9 volumi con pagine di aggiornamento, nuove note e fotografie.
Nel 1965 vi fu una seconda edizione de Il Dramma di Gerolamo Olgiati con il titolo Storia di una congiura (Olgiati).
La sua ricca produzione poetica, di cui buona parte in dialetto bergamasco, è raccolta nei volumi Poesie della montagna del fiume e della valle, Poesie bergamasche e Val Brembana.
Pubblicò anche decine di scritti giuridici, sul diritto di famiglia e sul diritto economico.